# Финли, Джеральд
Джеральд Хантер Финли (англ. Gerald Hunter Finley) — канадский оперный певец конца XX — начала XXI века, баритон. Солист Королевской оперы Лондона, лауреат премии «Грэмми», премий журнала Gramophone и премий «Джуно», офицер ордена Канады (2014) и командор ордена Британской империи (2017).

## Биография
Родился в Монреале, переехал в Оттаву в 1968 году. В Оттаве пел как сопрано в хоре англиканской церкви Св. Матфея (хормейстер Брайан Ло). После ломки голоса пел как баритон в ряде юношеских и молодёжных хоров; занятия мальчика пением поощрял его двоюродный дедушка Уильям Макки, бывший органист Вестминстерского аббатства.
После короткого периода учёбы на музыкальном отделении Оттавского университета переехал в Англию в 1979 году, где продолжил изучение хоровой музыки в Королевском колледже (Кембридж). По окончании этого вуза поступил в Королевский колледж музыки и в 1986 году присоединился к хору Глайндборнской оперы. К 1988 году начал исполнять небольшие сольные роли (дебютной стала партия Сида в «Альберте Херриинге» Бриттена) и в 1988—1989 годах обучался оперной технике пения как стипендиат Национальной оперной студии в Лондоне. Брал также уроки у Армена Бояджяна в Нью-Йорке.
В 1989 году дирижёр Глайндборнской оперы Роджер Норрингтон предложил молодому баритону партию Папагено в «Волшебной флейте» В. А. Моцарта. В том же году Финли впервые появился на сцене Королевской оперы Лондона как Фламандский депутат в «Доне Карлосе» Верди, а на следующий год пел в «Мессии» Генделя у себя на родине, в Канаде (в Монреале и Национальном центре искусств в Оттаве). В 1993 году с труппой Канадской оперы пел партию Фигаро в «Свадьбе Фигаро». На следующий год стал постоянным солистом Королевской оперы; первой главной ролью с этой труппой также стала роль Фигаро.
В 1998 году в Лос-Анджелесской опере исполнил заглавную роль в мировой премьере оперы «Изумительный мистер Лис» Т. Пикера. В 2000 году на сцене Королевской оперы исполнил партию Харри Хигана в мировой премьере оперы «Серебряная чаша» М.-Э. Тёрниджа. В 2002 году с труппой Оперы Санта-Фе спел партию Жофре Рюделя в североамериканской премьере «Любви издалека» К. Саариахо. В 2005 году исполнил партию Роберта Оппенгеймера в мировой премьере «Атомного доктора» Дж. Адамса на сцене Оперы Сан-Франциско. В 2012 году на Глайндборнском оперном фестивале впервые в карьере спел партию Ганса Сакса в «Нюрнбергских мейстерзингерах», получив одобрительные отзывы от критиков. В 2017 году добавил к своему репертуару заглавную роль в «Лире» А. Раймана, а в 2019 году — заглавную роль в «Замке герцога Синяя Борода» Бартока. Другие партии включают Папагено (в 2001 году в журнале Opera Canada певец был назван «самым выдающимся Папагено своего поколения»), Марселя («Богема») и Дона Жуана («Дон Жуан») с Метрополитен-оперой и графа Альмавиву («Свадьба Фигаро») с Голландской национальной оперой.

## Награды и звания
- «Джуно» за лучшую классическую запись года — вокальное или хоральное исполнение — 1998 (Songs of Travel Д. Холмана), 2011 (Great Operatic Arias)[4]. 2015 (Schubert: Winterreise, с Джулиусом Дрейком)[5]
- Премия Королевского филармонического общества для вокалистов[4] — 2001[6]
- Премия журнала Gramophone[4] — 2008 («„Любовь поэта“ и другие переложения Гейне» Шумана), 2009 («Песни» С. Барбера), 2011 («Песни и пословицы Уильяма Блейка» Бриттена)[7]
- «Грэмми» за лучшую оперную запись — 2012 («Атомный доктор», Метрополитен-опера)[3]
- Офицер ордена Канады — 2014[8]
- Командор ордена Британской империи — 2017[9]